# Quake 4
Pour les articles homonymes, voir Quake (homonymie).
Quake 4 est un jeu de tir à la première personne (FPS) sorti en 2005, créé par id Software et développé par Raven Software.
Plus qu'une simple suite de Quake III (dont il reprend la nervosité et la rapidité de jeu en multijoueur), c'est aussi la suite de Quake II, en ce qui concerne le mode solo et le scénario. Le jeu reprend le moteur de Doom 3, en version améliorée.

## Système de jeu
Quake 4 se rapproche de Quake II pour son mode solo et son scénario, et de Quake III pour le mode multijoueur permettant notamment d'effectuer du strafe-jumping, du rocket jumping ou d'autres « tricks ».

## Scénario
L'humanité a décidé de mettre à mal la puissance des forces stroggs en les attaquant sur leur propre planète : Stroggos. Le jeu fait suite immédiate au deuxième volet de la série dans lequel le « Big gun » (une arme anti-aérienne) et le chef strogg (Makron) ont été éliminés. Le joueur, incarné dans la peau de l'éclaireur, le caporal Matthew Kane, rejoint son unité après un atterrissage forcé sur la planète, pour détruire les hangars à chasseur stroggs ainsi qu'un canon anti-aérien et permettre ainsi aux troupes des forces de l'humanité de débarquer.
Après quelques péripéties, Kane se fait capturer par le « Makron », le chef des Stroggs. Puis, il se voit partiellement « stroggifié » (transformé en Strogg par chirurgie) à travers une séquence « gore », lors du niveau « Antenne médicale strogg ». Néanmoins, cette transformation permettra au joueur de comprendre partiellement la langue strogg et le personnage sera par la suite capable de déchiffrer les diverses consoles informatiques (notamment celles commandant les unités de soin et les interrupteurs) qu'il trouve sur son chemin.
Le jeu se termine par la destruction de réseau de communication strogg, le Nexus, et sur une possible suite : le commandant des forces humaines indiquant au joueur comme dernier dialogue du jeu : « Kane, vous avez de nouveaux ordres ».

### Armes
Les armes du jeu, normalement similaires à celles de Quake II ou Quake III; subissent d'importantes modifications, les rendant parfois méconnaissables.
On dénote deux types d'arme :
- les armes à « hitscan (en) » : elles blessent l'ennemi à partir du moment où le joueur clique sur le bouton de tir (mitraillette, shootgun, nailgun, railgun, etc.). Cela veut dire que l'ennemi doit être à découvert et le joueur aussi ;
- les armes à prédiction : les projectiles de ces armes impliquent un déplacement dans le temps et l'espace. Quand le joueur clique sur le bouton de tir, le projectile part jusqu'à la zone ciblée. Il faut donc anticiper le déplacement de l'ennemi pour l'atteindre. Les armes à prédiction disposent également d'un effet de type « splash dammage (en) » (littéralement « dégât d'éclaboussure ») que l'on peut décrire comme une explosion du projectile, blessant indirectement la cible (lance-roquettes, lance-grenades, Fusil à Antimatière).

Presque toutes les armes du jeu en mode solo peuvent être améliorées (chargeur plus grand, recul diminué, etc.) Toutes ces améliorations se font entre les niveaux et sont gratuites et automatiques.

## Configuration requise
- Processeur cadencé à 2 GHz (Intel) ou AMD Athlon XP 2000+ ou supérieur ou PowerPC G4/G5 1.67 GHz ou supérieur
- 512 Mo de RAM
- Windows 2000/XP, GNU/Linux ou Mac OS X 10.3.9+
- Carte graphique 64 Mo compatible OpenGL
- Lecteur DVD 4x
- 2,8 Go d'espace disque
- Carte son 16 bits

## Doublage
Plusieurs comédiens de doublage français assurent plusieurs personnages dans ce jeu, notamment :
- Sergent Morris : Lucien Jean-Baptiste
- Medecin Anderson : Emmanuel Garijo
- Sergent Sledge : José Luccioni
- Technicien Raffel : Thierry Mercier
- Technicien Strauss :Georges Claisse
- Lieutenant Voss : Antoine Tomé
- Sgt Ross : Eric Aubrahn

## Jeu compétitif
En partie en raison des similitudes avec le multijoueur de Quake III Arena, Quake 4 a été utilisé dans un certain nombre de tournois professionnels de sport électronique.
Les compétitions suivantes ont tenu des événements de Quake 4 :
- Cyberathlete Professional League (2005)
- Electronic Sports World Cup (2006 / 2007)
- QuakeCon (2005–2007)
- World Cyber Games (2006)
- World Series of Video Games (2006 / 2007)